# Leonard Wierzbicki

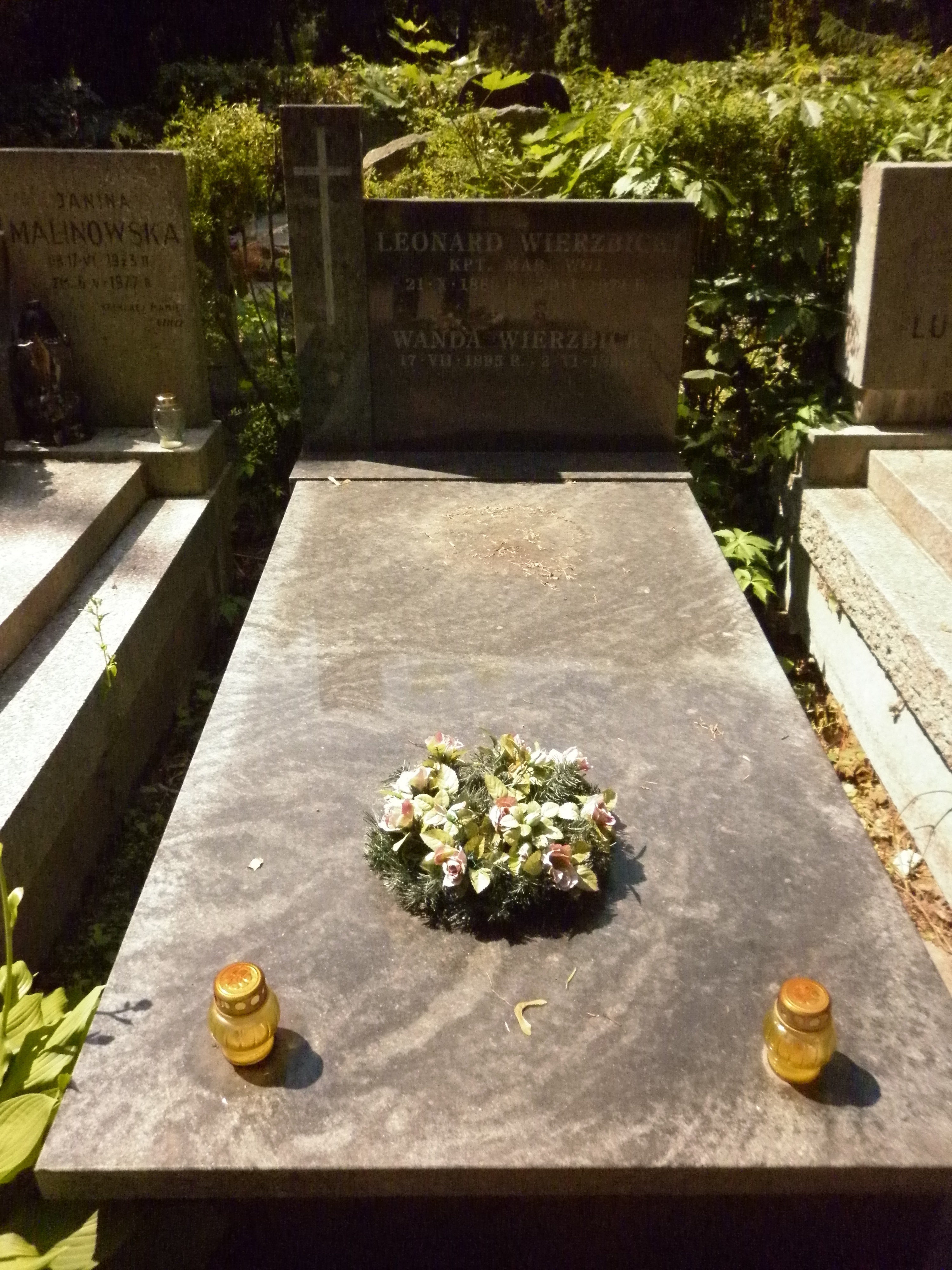
Grób Leonarda Wierzbickiego

Leonard Wierzbicki (ur. 21 października 1888 w Działoszycach, zm. 30 stycznia 1974 w Warszawie) – polski ekonomista, działacz spółdzielczy i komunistyczny, tymczasowy prezydent Grudziądza (1945) i prezydent Sopotu (1946–1948).

## Życiorys
Urodził się w guberni kieleckiej w rodzinie urzędniczej. Ukończył szkołę handlową w Będzinie (1905), po czym kształcił się na wyższych kursach handlowych w Moskwie (1906–1909). Wziął udział w rewolucji 1905 roku. Od 1905 działał w Socjaldemokracji Królestwa Polskiego i Litwy, był m.in. członkiem Komitetu Łódzkiego SDKPiL. W 1912 został aresztowany, skazany przez władze carskie i wywieziony do guberni jenisejskiej na Syberii. Po dwóch latach uciekł z zesłania, a w czasie I wojny światowej zaangażował się w prace w Komitecie Warszawskim SDKPiL. W 1915 został ewakuowany w głąb Rosji oraz zmobilizowany do armii. Uczestniczył w rewolucji październikowej, m.in. był delegatem Wojskowo-Rewolucyjnej Organizacji Frontu Południowo-Zachodniego na I Zjazd Rad w Piotrogrodzie.
W okresie dwudziestolecia międzywojennego pracował w spółdzielczości, m.in. w Katowicach i Gdyni. Publikował w miesięczniku „Rzeczpospolita Spółdzielcza”, a także ukończył kurs spółdzielczy w Pradze (1932). W okresie II wojny światowej ukrywał się. Po wyzwoleniu, wstąpił do Polskiej Partii Robotniczej (1945), sprawował funkcję prezydenta Grudziądza (1945), kierownika Wydziału Społeczno-Politycznego Urzędu Wojewódzkiego w Gdańsku (1945), wice- i przewodniczącego Wojewódzkiej Rady Narodowej w Gdańsku (1945–1946) oraz prezydenta Sopotu (1946–1948), zasiadał też w Krajowej Radzie Narodowej (1945–1947). Po tzw. zjednoczeniu ruchu robotniczego przystąpił do Polskiej Zjednoczonej Partii Robotniczej. Osiadł w tym czasie w Warszawie. Podjął pracę w drobnym przemyśle państwowym.
Był żonaty z Wandą z domu Brzozowską (1895–1990). Zmarł w 1974, został pochowany na Cmentarzu Komunalnym na Powązkach (kwatera B33-1-16).
Odznaczony m.in. Złotym Krzyżem Zasługi (1946) i Krzyżem Kawalerskim Orderu Odrodzenia Polski.